# 中河區
中河區是西非國家岡比亞的五個行政區之一，首府詹詹布雷，北面和南面是塞內加爾，東毗上河區，西接北岸區和下河區，下分10縣，面積2,895平方公里，2010年人口201,378。

## 外部連結
- The Atlas of the Gambia（页面存档备份，存于）

13°34′15″N 14°57′47″W / 13.57083°N 14.96306°W